# Kim (romanzo)
Kim è un romanzo dello scrittore inglese vincitore del premio Nobel Rudyard Kipling: dapprima pubblicato a puntate, sia sul McClure's Magazine dal dicembre 1900 all'ottobre 1901 sia dal Cassell's Magazine, da gennaio al novembre 1901, fu stampato in libro nell'ottobre 1901 dall'editore MacMillan & Co. Ltd. 
La storia si dispiega sullo sfondo del Grande gioco, il conflitto politico tra la Russia e l'Impero britannico nell'Asia centrale. Fu proprio il romanzo di Kipling a rendere popolare il termine Grande Gioco, introducendo il tema delle rivalità e dell'intrigo spionistico tra le grandi potenze. 
L'opera è ambientata dopo la seconda guerra anglo-afghana, ma ben prima della terza, probabilmente nel periodo 1893-98, e si distingue per i dettagliati ritratti che vengono fatti dei personaggi, della cultura e delle varie religioni presenti nel subcontinente indiano: "presenta un quadro vivido del paese, con le sue popolazioni brulicanti, religioni e superstizioni, e la vita nei bazar e nelle strade". Nel 1950 ne fu tratto il film omonimo, mentre nel 1991 e 2008 rispettivamente un film d'animazione e una serie animata.
Nel 1998 la "Modern Library" lo ha classificato nella lista dei 100 migliori romanzi in lingua inglese del XX secolo; nel 2003 in un sondaggio della BBC è stato eletto come il "romanzo più amato del Regno Unito".

## Trama
Il tredicenne Kimball O'Hara è orfano di un sergente irlandese e di una bambinaia indiana, entrambi morti in povertà, ed è stato cresciuto dall’ultima amante meticcia del padre rimasto vedovo.
Egli vive e racconta la propria esistenza vagabonda nelle strade polverose dell'India sotto il dominio britannico alla fine del XIX secolo. Passa le sue giornate mendicando o svolgendo piccole commissioni a Lahore; occasionalmente si trova a lavorare anche per Mahbub Alì, un commerciante pashtun di cavalli, ma anche una spia indigena al servizio degli inglesi.
Kim è così immerso nella cultura locale che pochi sembrano rendersi conto che egli sia un bambino di origine europea, anche se si porta sempre dietro un pacchettino pieno di documenti del padre, affidatogli da una donna indiana che si era preso cura di lui in passato. Grazie alla sua conoscenza tanto delle consuetudini indiane quanto di quelle inglesi, Kim si pone come ponte tra le due civiltà configurandosi come un cittadino dell'Impero più che di una delle due nazioni.
Avendo fatto amicizia con un anziano Lama (un monaco appartenente al buddhismo tibetano) conosciuto davanti al Museo di Lahore, che è alla ricerca della liberazione finale dal Saṃsāra, la ruota della vita, partono insieme in direzione del leggendario "Fiume della Freccia", le cui acque permettono di giungere alla definitiva liberazione dall'esistenza terrena. Kim diventa così il suo chela, cioè il suo discepolo personale, aiutandolo ed accompagnandolo nel pellegrinaggio, dando spesso e volentieri dimostrazione della propria astuzia ed abilità pratiche.
Lungo la strada il ragazzo incomincia incidentalmente ad apprendere spezzoni del cosiddetto "Grande gioco" diplomatico-spionistico che si sta svolgendo tra russi ed inglesi; viene reclutato dall'amico Mahbub Alì per portare un messaggio al capo dei servizi segreti britannici ad Ambala. Il viaggio di Kim assieme al senile e un po' svanito monaco buddhista lungo la Grand Trunk Road è la prima grande avventura raccontata nel romanzo.
I due continueranno a vagabondare fino a che Kim non verrà rintracciato per caso dal cappellano militare dell'antico reggimento a cui apparteneva il padre; il ragazzo sarà riconosciuto dal "certificato massonico" che porta appeso al collo. Tolto dalla strada, forzosamente separato dall'amato Lama, è preso in carico dai militari. È mandato a scuola al collegio Martinière, il prestigioso istituto superiore della grande città di Lucknow, perché il Lama ha provveduto a pagargli la retta. Durante il tempo della scuola Kim rimane in contatto col monaco, che considera oramai un vero sant'uomo; ma anche con i conoscenti che lavorano come collegamenti sul territorio per servizi segreti di sua Maestà. Viene addestrato ad essere un maestro-paṇḍit geometra da Sahib, padrone di un negozio di gioielleria a Simla; come parte della formazione deve imparare a guardare un vassoio pieno d'oggetti e saperli ricordare perfettamente.
Dopo tre anni al giovane viene affidato quello che è il suo primo vero e proprio compito dal governo all'interno del "Grande gioco": prima però gli viene concesso un periodo di meritata vacanza. Kim si ricongiunge col vecchio Lama e, per voler del suo superiore Mookherjee, parte col monaco in direzione dell'Himalaya; qui le vicende più prettamente spirituali e quelle spionistiche della narrazione si vengono sempre più ad intersecare. Il ragazzo riuscirà ad ottenere mappe, documenti ed altri importanti elementi riguardanti il lavoro sotterraneo svolto dai russi nel tentativo di minare l'effettivo controllo britannico della regione. Il diretto superiore di Kim fa amicizia coi russi mentre si trova sotto copertura, che finge di fargli da guida garantendo che essi non riescano nei loro intenti.
La storia sembra concludersi col Lama che si rende conto d'essersi smarrito, la ricerca del "Fiume della Freccia" dovrebbe difatti svolgersi in pianura, non in montagna dove invece si trovano lui e Kim: intanto il ragazzo è riuscito a consegnare i documenti trafugati ai russi in mani sicure. Il Lama infine trova il suo fiume e raggiunge la bodhi, ovvero l'illuminazione del Buddha. Rimane incerta la strada che perseguirà in futuro il giovane Kim, se d'ora in poi entrerà ufficialmente a far parte delle spie al soldo degli inglesi, oppure se seguirà la via spirituale mostratagli dall'amatissimo maestro, o una combinazione delle due cose insieme.

## Critica
Mentre molti considerano Kim il capolavoro di Kipling, le opinioni sono divise sul considerarlo solo un romanzo per ragazzi: "Kim è l'apoteosi del culto vittoriano dell'infanzia, ma continua a risplendere più brillante che mai ancora oggi, molto dopo il crollo dell'impero".

## Edizioni italiane
- Kim. Romanzo indiano, traduzione di Paolo Silenziario, Milano, Francesco Vallardi, 1913,  p. 544.
- Kim, traduzione di Giulia Celenza, Milano, Alberto Corticelli Editore, 1928,  p. 434. - Milano, Ugo Mursia Editore, 1963-1986; Collana I Grandi Libri, Milano, Garzanti, 1975.
- Kim, traduzione di Pietro Gerardo Jansen, Nuovissima Collezione letteraria n.23, Milano, Monanni, 1928,  p. 416. - Postfazione (Un mondo grande e terribile) di Marco Lombardo Radice, Collana Il pane e le rose, Roma, Savelli, 1979.
- Kim, traduzione di Mario Losannese, Sesto San Giovanni (Milano), A. Barion Editore, 1929.
- Kim, traduzione di Mario Benzi, Milano, Bietti, 1932.
- Kim, traduzione di Gian Dàuli, Milano, Tipografia Editoriale Lucchi, 1939, 1954, 1965,  p. 301.
- Kim, traduzione di D. Uccelli, La Sorgente, 1951.
- Kim, traduzione di Bruno Maffi, BUR n.432-434, Milano, Rizzoli, 1952. - note di B. Maffi, Introduzione di Giorgio Spina, Milano, Istituto Editoriale Italiano, 1969, pp.376.
- Kim, traduzione di Rita Banti, Firenze, Salani, 1956.
- Kim, traduzione di Aurelia Nutini, illustrazioni di F. Faorzi, Collana Capolavori stranieri per la gioventù, Bemporad-Marzocco, 1961. - Collana Biblioteca dei ragazzi, Poligrafici Editoriale, 2003, ISBN 978-88-88666-59-4.
- Kim, traduzione di Bruno Oddera, Collana Libri da leggere, Milano, Mondadori, 1984.
- Kim, traduzione di Claudio Egidi Mattei, Introduzione di Edmund Wilson, Collana I Grandi Secoli n.5, Firenze-Roma, Gherardo Casini Editore, 1967. - Collana Oscar I Grandi Romanzi n.10, Milano, Mondadori, 1986 - con un saggio di Alex R. Falzon, Collana Oscar Nattativa n.1023, Mondadori, 1990 - Collana Oscar Classici n.277, Mondadori, 1994; in Romanzi, a cura di Lidia Conetti, Collana Oscar Grandi Classici n.42, Mondadori, 1993; con un saggio di Harold Bloom, Collana Oscar Classici n.277, Mondadori, Milano, 2002, ISBN 978-88-04-50659-1; Introduzione di Alan Sandison,[8] Collana Oscar Classici, Mondadori, 2023, ISBN 978-88-047-7407-5.
- Kim, Prefazione e trad. di Bruno Oddera, illustrazioni di Aldo Capitanio, Collana Libri da leggere, Milano, Mondadori, 1984.
- Kim, traduzione di Maria Teresa Carbone, Introduzione di Romolo Runcini, Collana I Grandi Libri, Milano, Garzanti, 1993, ISBN 978-88-11-36509-9.
- Kim, traduzione di e cura di Ottavio Fatica, Collana Biblioteca n.400, Milano, Adelphi, 2000, ISBN 978-88-459-1583-3. - Collana gli Adelphi n.237, Milano, Adelphi, 2003.
- Kim, traduzione di Massimo Bocchiola, Introduzione di Claudio Magris, Collana Biblioteca, Torino, Einaudi, 2007,  pp. XXII-344, ISBN 978-88-06-16698-4. - Collana Lumina Mundi, Giulianova (Teramo), Galaad, 2023, ISBN 979-12-807-3718-2.
- Kim, traduzione di Sara Cortesia, introduzione di Gianluigi Melega, Collana Biblioteca Economica Classici, Roma, Newton Compton, 2007,  pp. 288, cap. 15, ISBN 978-88-541-0782-3.
- Kim, traduzione di P. A. Livorati, introduzione di Mino Milani, Collana I Classici del Battello a vapore, Milano, Piemme, 2015, ISBN 978-88-566-4515-6.